# 제임스 브래들리
제임스 브래들리 FRS (James Bradley, 1693년 3월 ~ 1762년 7월 13일)는 영국의 천문학자이다.
옥스퍼드 대학에서 신학을 공부하고 목사가 되었으나 숙부의 지도하에 천체 관측에 힘써서 핼리의 인정을 받아 1722년 모교의 천문학 교수가 되었다. 항성의 연주시차의 검출에 뜻을 두고 긴 초점거리의 망원경을 하늘로 향하게 하여 1727년에 용자리 엘타닌 위치의 연주 변화를 확인했다.
그러나 위치의 어긋남은 연주시차라면 태양 방향 (지구 공전의 직각 방향)에서 일어날 텐데, 이 경우는 공전의 진행 방향에 일어났다. 이것은 빗속을 달리면 빗발이 앞으로 기우는 것과 같은 이유라고 생각하여 광행차 (光行差) 라고 이름지었다. 어긋난 각 20초에서 광속도(光速度) 매초 30만km 및 지구공전 속도 매초 30km를 추정했다. 광행차를 계속 관측하여, 항성 위치의 변화에는 주기 18.6년, 진폭(振幅) 9.2초의 작은 진동이 부수한다는 것을 1747년에 발견했다.
이러한 현상은 장동(章動)이라고 하여, 불균등한 지구 타원체에 달의 인력이 작용하는 결과라는 것이 장 르 롱 달랑베르에 의해서 1749년에 역학적으로 증명되었다. 브래들리는 1742년 에드먼드 핼리의 뒤를 이어 제3대 그리니치 천문대장에 취임했다.